# Grane (Norvegia)
Grane è un comune norvegese della contea di Nordland.